# Crown Estate
Crown Estate er en samling af landområder, bygninger og andre besiddelser i Storbritannien, der tilhører den engelske monark som fungerer som ejendomsselskab, og det er således hverken regerings eller monarkens private ejendomme.
Regenten er ikke involveret i driften eller administrationen af Crown Estate, og har kun meget begrænset kontrol over dets affærer. Crown Estates omfattende portoflio bliver i stedet drevet af den delvist uafhængige offentlige instans Crown Estate Commissioners, der udøver "magt over ejerskabet", sekvin de ikke er "ejere i deres egen ret". Indtægterne fra ejendommen bliver placeret til majestætens disposition Regeringen til gengæld for at slippe for ansvar i forhold til at finansiere civilregerngent. These revenues proceed directly to His Majesty's Treasury, for the benefit of the British nation. Crown Estate er formelt ansvarlig for Det britiske parlament, hvor det har mandat til at fremstille en årsrapport til majestæten, hvoraf en kopi sendes til Underhuset. I Skotland bliver Crown Estate drevet af Crown Estate Scotland, der blev dannet i 2016 2016.
Crown Estate er en af de største ejendomsselskaber i Storbritannien, og har ejendomme til en værdi på £14,1 mia. under administration, hvoraf by-ejendomme til en værdi på £9,1 mia. der repræsenterer størstedelen af deres værdi. De mange besiddelser inkluderer en række ejendomme i det centrale London, men også 7.920 km2 landbrugsjord og skov, samt mere end halvdelen af Storbritanniens kyst, og andre trditionelle ejendomme og rettigheder inklusive Ascot Racecourse og Windsor Great Park. Mens Windsor Home Park også er en del af Crown Estate, hvori regentens bopæl Windsor Castle ligger, så drives den af Royal Household. Naturligt forekomster guld og sølv i Storbritannien, der samlet kaldes "Mines Royal", drives af Crown Estate og leases ud til mineselskaber.